# テオフィロ・グティエレス
テオフィロ・アントニオ・グティエレス・ロカンシオ（Teófilo Antonio Gutiérrez Rocancio, 1985年5月17日 - ）は、コロンビア・バランキージャ出身の元同国代表サッカー選手。現所属はデポルティーボ・カリで、ポジションはフォワード。

## 経歴

### クラブ

#### バランキージャFC
2006年、アトレティコ・ジュニオールのセカンドチームであるバランキージャFCでプロキャリアを始め、カルロス・バッカと並んですぐさま活躍し、28試合16得点を挙げるとトップチームに招集された。

#### アトレティコ・ジュニオール
ジュニオールでの1年目は若さや経験値の低さ、ベテランのホルヘ・ディアス・モレノ、エルリー・アルカサル、そして年下ながら経験豊富なアルフレード・パンディージャ達とのポジション争いから、初年度は先発出場機会を得るのが困難であったが、そんな中で2007年9月2日のオンセ・カルダス戦で初得点を挙げ4-2と勝利した。
2008前期リーグでサンティアゴ・エスコバル監督が新たに就任するも、チームの残留争いや自身のパフォーマンスの低下からディアスやパンディージャが引き続き起用された。その後、エスコバル監督の後任にフリオ・コメサーニャ監督が就任するも、状況は変わらず1試合に出場したのみだった。2008後期リーグにはいると、それまで起用されていたアルカサル、ディアス、パンティージャ3名の低調さからエメルソン・アクーニャと共にレギュラーを奪取し、さらにルイス・ヤネスとマルティン・アルスアガが新戦力として加入した。すると、この半年間で11得点を挙げ、フレディ・モンテーロ、カルロス・キンテーロに次ぐ得点ランキング3位タイ（アドリアン・ラモス、ミルトン・ロドリケスと同点）にランクインした。
2009前期リーグでは傑出した活躍を見せ、16得点を挙げて得点王に輝いた。プレーオフではククタ・デポルティーボFC戦でプロ初のハットトリックを達成し、エンビガドFC戦でもハットトリックを達成した。2009後期リーグでも好調さは続き、前期リーグ王者のオンセ・カルダス相手にハットトリックを決め、8日のボヤカ・チコFC戦で再びハットトリックを達成と計14得点を挙げ、18得点のジャクソン・マルティネスに次ぐ得点ランキング2位となった。2009年シーズンは前後期合わせて30得点を挙げ、IFFHSによってマルク・ヤンコ（レッドブル・ザルツブルク）、ディエゴ・フォルラン（アトレティコ・マドリード）、サミュエル・エトオ（FCバルセロナ / インテル）に次ぐ世界第4位の得点数と認められた。アトレティコ・ジュニオールではリーグ戦計79試合に出場して42得点を挙げた。

#### トラブゾンスポル
2010年1月13日、移籍金300万ドルでトルコ・スュペル・リグのトラブゾンスポルに移籍した。2009-10シーズン後半戦は新しいリーグでのプレースタイルに馴染めず、1得点も挙げられなかった。2010年夏のトルコ・スーパーカップでは、ブルサスポル相手にハットトリックを達成してタイトル獲得に貢献し、自身は大会の最優秀選手に選ばれた。数日後のMKEアンカラギュジュ戦では2得点を挙げ、さらにスィヴァススポル戦でも2得点を挙げた。UEFAヨーロッパリーグ 2010-11の本選出場プレーオフではイングランド・プレミアリーグのリヴァプールFCと対戦し、ホームでのセカンドレグ (1-2)では4分に先制点を挙げたが、試合終盤に2失点して2試合合計1-3で敗退した。テオフィロは健康上の問題を抱えていることを主張するため、クラブやシェノル・ギュネシュ監督の許可なしにコロンビアに帰国したが、医者の診断では問題は見つからなかった。テオフィロはトルコに帰らず、対戦相手のリヴァプールをはじめとした様々なクラブからの獲得の噂が流れた。

#### ラシン・クルブ
2011年2月3日、トラブゾンスポルはアルゼンチン・プリメーラ・ディビシオンのラシン・クルブからのオファーを受け入れ、2月7日に同胞のジョヴァンニ・モレノと共にラシン・クルブへ移籍し、ボカ・ジュニアーズ戦でデビューした。2月26日、アウェーのCAサン・ロレンソ・デ・アルマグロ戦で初得点を含む2得点を決め、勝利に導いた。その後、チームはクラウスーラ2011で15位と低迷したが、自身は16試合で11得点を挙げ、ハビエル・カンポーラ（CAウラカン）と同点で得点王に輝き、この活躍からファンのアイドルになった。
しかし、これとは対照的にアペルトゥーラ2011では、ピッチ内外の悪行からトップページを飾ることになった。ボカ・ジュニアーズに次ぐ2位と好成績を収め、自身はチームトップの6得点を挙げたものの、出場15試合で7枚のイエローカードを含む2度の警告による退場が2回受けた。また、コロンビア代表でプレー後の翌11日には、CAサン・マルティン・デ・サン・フアン戦に向けてサンフアンへの帯同を拒否すると、ボカ・ジュニアーズとタイトルがかかった重要な試合では、審判に対し激しく抗議し押したことで退場し、さらに、ピッチから去る際にボカのファンにジェスチャーで挑発した。また、抗議の際に唾をはいていたことも判明するなど物議を醸した。この騒動に対しAFAはグティエレスに4000ドルの罰金を言い渡した。2011年11月30日、シーズン初戦のコパ・アルヘンティーナベスト64・プリメーラCのクラブ・エル・ポルベニール戦で2得点を挙げ、2-0の勝利に導いた。
クラウスーラ2012初戦の4月14日、CAインデペンディエンテとのクラシコ・デ・アベジャネーダでセルヒオ・ペソッタ主審を侮辱したとして退場した。この行為に対し、ロッカールームで同僚のGKセバスティアン・サハは非難し、さらに怪我を負わせ、仲裁に入ったジョヴァンニ・モレノも負傷させた。これに対し、テオフィロはエアガンで威嚇したことで警察が仲裁に入るほどに騒ぎは発展。その後、チームのバスとは別にタクシーでスタジアムを後にした。この事件から2日後、ラシンのガストン・コゴルーノ会長は、テオフィロはこのクラブでプレーすることはないと発表。これにもかかわらず、チームは選手の保有権を手放さずにいた。

#### CAラヌース
2012年4月18日、同リーグのCAラヌースへコパ・リベルタドーレスに向け6月までの短期レンタルで加入。同大会ベスト16・1-2で敗れたCRヴァスコ・ダ・ガマとの第1戦に途中出場でデビューし、続く第2戦でも途中出場すると、決勝点を挙げ2-1で勝利した。2試合合計2-2に持ち込み、PK戦に突入するも4-5で敗退した。
数年前でのトルコの件と同様にクラブの許可を得ず、5月16日に代表招集のためとカリへ向かうも、実際には招集されていなかったことが判明。これに激怒したニコラス・ルッソ会長は契約解除することを発表した。

#### アトレティコ・ジュニオール復帰
2012年8月30日、ラシン・クルブはアトレティコ・ジュニオールと300万ドルで6ヶ月のレンタルに合意したと発表。2012年後期リーグ第3節のデポルティーボ・パスト戦でダイロ・モレノのアシストで移籍後初得点を決め、次のデポルティーボ・カリ戦で2得点目を記録した。

#### クルス・アスル
2012年12月、同胞のルイス・ペレアと共にメキシコ・プリメーラ・ディビシオンのクルス・アスルへ3年契約で移籍。1月26日、2013年後期リーグ第4節・自身出場2試合目となるプエブラFC戦で初得点を挙げ3-0とし、最終的に4-0で勝利した。

#### スポルティングCP
2015年8月、リーベル・プレートより完全移籍にてスポルティングCPに加入。23試合出場11ゴールの成績を残す。

#### ロサリオ・セントラル
2016年8月にスポルティングCPより、アルゼンチンのCAロサリオ・セントラルへ1年間の期限付き移籍にて加入。

#### アトレティコ・ジュニオール復帰
2017年6月26日、アトレティコ・ジュニオールに3年契約で復帰した。

#### デポルティーボ・カリ
2021年8月6日、デポルティーボ・カリに移籍した。

### 代表
2009年8月12日、アメリカ・ヒューストンで行われたエルサルバドル戦 (2-1) でコロンビア代表デビューし、1-1となる代表初得点を決めた。9月5日、メデジンで行われた2010 FIFAワールドカップ・南米予選・エクアドル戦 (2-0) で公式戦初出場を果たし、2-0となる得点をジョヴァンニ・モレノのアシストから挙げた。エクアドル戦から数日後のウルグアイ戦では先発出場したが、後半途中に退場処分を受けた。
6月6日、エルナン・ダリオ・ゴメス監督の下、アルゼンチンで開催されるコパ・アメリカ2011に向けたメンバーに選ばれたが出場はなかった。2月29日、マイアミでのメキシコとの親善試合に向け、ホセ・ペケルマン監督に交代後初招集された。

## 代表歴

### 出場大会
- コロンビア代表
  - 2014 FIFAワールドカップ

### 試合数
- 国際Aマッチ 52試合 15得点（2009年-2017年）[19]

| コロンビア代表 | 国際Aマッチ | 国際Aマッチ |
| 年             | 出場        | 得点        |
| -------------- | ----------- | ----------- |
| 2009           | 6           | 2           |
| 2010           | 2           | 0           |
| 2011           | 7           | 3           |
| 2012           | 5           | 3           |
| 2013           | 8           | 3           |
| 2014           | 10          | 3           |
| 2015           | 10          | 1           |
| 2016           | 0           | 0           |
| 2017           | 4           | 0           |
| 通算           | 52          | 15          |

### 得点
| #  | 日時           | 場所                   | 相手           | スコア | 最終結果 | 大会                              |
| -- | -------------- | ---------------------- | -------------- | ------ | -------- | --------------------------------- |
| 1  | 2009年8月12日  | ヒューストン           | エルサルバドル | 1 - 1  | 1 - 2    | 親善試合                          |
| 2  | 2009年9月5日   | メデジン               | エクアドル     | 2 - 0  | 2 - 0    | 2010 FIFAワールドカップ・南米予選 |
| 3  | 2011年9月3日   | ニューヨーク           | ホンジュラス   | 0 - 1  | 0 - 2    | 親善試合                          |
| 4  | 2011年9月3日   | ニューヨーク           | ホンジュラス   | 0 - 2  | 0 - 2    | 親善試合                          |
| 5  | 2011年9月6日   | フォートローダーデール | ジャマイカ     | 0 - 1  | 0 - 2    | 親善試合                          |
| 6  | 2012年9月7日   | バランキージャ         | ウルグアイ     | 2 - 0  | 4 - 0    | 2014 FIFAワールドカップ・南米予選 |
| 7  | 2012年9月7日   | バランキージャ         | ウルグアイ     | 3 - 0  | 4 - 0    | 2014 FIFAワールドカップ・南米予選 |
| 8  | 2012年9月11日  | サンティアゴ           | チリ           | 1 - 3  | 1 - 3    | 2014 FIFAワールドカップ・南米予選 |
| 9  | 2013年3月22日  | バランキージャ         | ボリビア       | 3 - 0  | 5 - 0    | 2014 FIFAワールドカップ・南米予選 |
| 10 | 2013年6月11日  | バランキージャ         | ペルー         | 2 - 0  | 2 - 0    | 2014 FIFAワールドカップ・南米予選 |
| 11 | 2013年10月11日 | バランキージャ         | チリ           | 1 - 3  | 3 - 3    | 2014 FIFAワールドカップ・南米予選 |
| 12 | 2014年5月31日  | ブエノスアイレス       | セネガル       | 1 - 0  | 2 - 2    | 親善試合                          |
| 13 | 2014年6月14日  | ベロオリゾンテ         | ギリシャ       | 2 - 0  | 3 - 0    | 2014 FIFAワールドカップ           |
| 14 | 2014年5月31日  | ロンドン               | アメリカ合衆国 | 1 - 2  | 1 - 2    | 親善試合                          |
| 15 | 2015年10月8日  | バランキージャ         | ペルー         | 1 - 0  | 2 - 0    | 2018 FIFAワールドカップ・南米予選 |

## タイトル

### 個人
| タイトル                         | 所属クラブ                 | 受賞年   |
| -------------------------------- | -------------------------- | -------- |
| カテゴリア・プリメーラA 得点王   | アトレティコ・ジュニオール | 2009     |
| トルコ・スーパーカップ最優秀選手 | トラブゾンスポル           | 2010     |
| プリメーラ・ディビシオン 得点王  | ラシン・クルブ             | 2010-11C |
| 南米年間最優秀選手賞             | リーベル・プレート         | 2014     |